# Museo Arqueológico de Pitagoreo
El Museo Arqueológico de Pitagoreo es un museo de Grecia ubicado en Pitagoreo, en la isla de Samos. 
La fundación y los trabajos de elaboración de la exposición del museo del Pitagoreo tuvieron lugar entre 2003 y 2009. Fue inaugurado en 2010. Está ubicado en las proximidades del yacimiento arqueológico de la antigua ciudad de Samos.

## Colecciones
El museo contiene una colección de piezas arqueológicas procedentes de la antigua ciudad de Samos y del área circundante que abarcan periodos comprendidos entre el cuarto milenio a. C. y el siglo VII. Entre ellas se hallan las del periodo neolítico, procedentes del yacimiento de Kastro, los hallazgos de la necrópolis del periodo geométrico de la antigua Samos, cerámica de épocas comprendidas entre los siglos IX y II a. C., una destacada colección de esculturas de la época arcaica y la época romana, y una serie de inscripciones de mármol que incluyen algunas encontradas en el Hereo de Samos, así como resoluciones administrativas. 
En el espacio al aire libre del museo hay una serie de elementos arquitectónicos y una sección excavada del casco histórico de la antigua ciudad. 

### Objetos singulares destacados
Entre los objetos más destacados se hallan numerosas obras del siglo VI a. C.: un gran sarcófago de mármol en forma de edificio; una estatua de Eaces, padre de Polícrates, cuya inscripción indica que fue dedicada a Hera con la décima parte de las ganancias que obtuvo de la piratería; una estela funeraria decorada con una palmeta y con una inscripción que menciona a Diágoras de Delos y una píxide con la representación de la boda de Heracles y Hebe, a la que asisten los principales dioses olímpicos. De la época romana destacan las estatuas de los emperadores Trajano —esta de tamaño mayor al natural—, Claudio y Augusto y del periodo bizantino sobresale un tesoro de 300 monedas del siglo VII.
|                                                              |
| Sarcófago de mármol con forma de edificio, de época arcaica. |

|                                                    |
| Hallazgos del santuario de Cibeles, al aire libre. |

|                   |
| Tesoro de monedas |

|                                |
| Estatua del emperador Trajano. |

|                                                                                       |
| Lámparas de aceite procedentes del cementerio de la época de los primeros cristianos. |